# راجر بارنیلز
راجر بارنیلز (انگلیسی: Roger Barnils؛ زادهٔ ۲۷ مهٔ ۱۹۹۴) بازیکن فوتبال اهل اسپانیا است.